# Kutanagara
Kutanagara is een bestuurslaag in het regentschap Garut van de provincie West-Java, Indonesië. Kutanagara telt 5559 inwoners (volkstelling 2010).